# Ramón Picarte (padre)
Ramón Picarte y Castro (Santiago, 1777-Santiago, 7 de noviembre de 1835) es un militar chileno, prócer de la independencia, e intendente de la ciudad y provincia de Valdivia.
Combatió como sargento junto a José Miguel Carrera en la toma del cuartel de artillería, cuyo éxito y su valiosa participación le valió el ascenso a alférez. Tras una brillante actuación en el intento de reconquista de Talca el año 1814, cae prisionero. Una vez liberado, escapa a Mendoza después del Desastre de Rancagua. Desde allí fue enviado como espía a Chile, donde, luego de un tiempo, es apresado nuevamente. Escapando de su cautiverio, lucha en Chacabuco, Cancha Rayada y Maipú.
En tiempos de la República, intervino genialmente en la sofocación del motín de la guarnición de Valdivia, siendo nombrado el primer intendente de la ciudad (1826-1828). A causa de su ideario liberal y su participación en ese bando en las luchas por el poder de la década de 1820, es dado de baja en 1830 por el ministro Diego Portales, junto a otros 131 oficiales del ejército, cuando era coronel al mando de la guarnición de Valparaíso. Portales, quien lo admiraba, pensó en él como intendente de Coquimbo, pero Picarte no estuvo dispuesto a transar su postura. Finalmente, muere en 1835 pobre y olvidado.
Actualmente, la avenida principal de Valdivia lleva su nombre. A unos 90 metros desde el inicio de la avenida, en la Plaza de la República de la ciudad, se localiza una placa de bronce en pedestal de hormigón. Con la inscripción: «Calle Ramón Picarte es el nombre de un guerrillero de la Independencia. Ascendió de soldado a Coronel. Intendente de Valdivia en 1829. 1786-1835».